# Calyptrochaeta cristata
Calyptrochaeta cristata är en bladmossart som beskrevs av Desvaux 1825. Calyptrochaeta cristata ingår i släktet Calyptrochaeta och familjen Hookeriaceae. Inga underarter finns listade i Catalogue of Life.